# Perzische windmolen

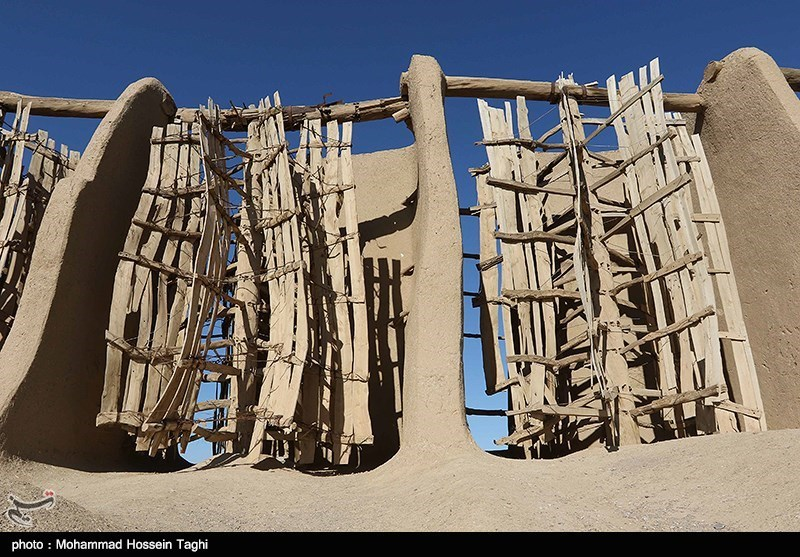
Perzische windmolens in Nashtifan.

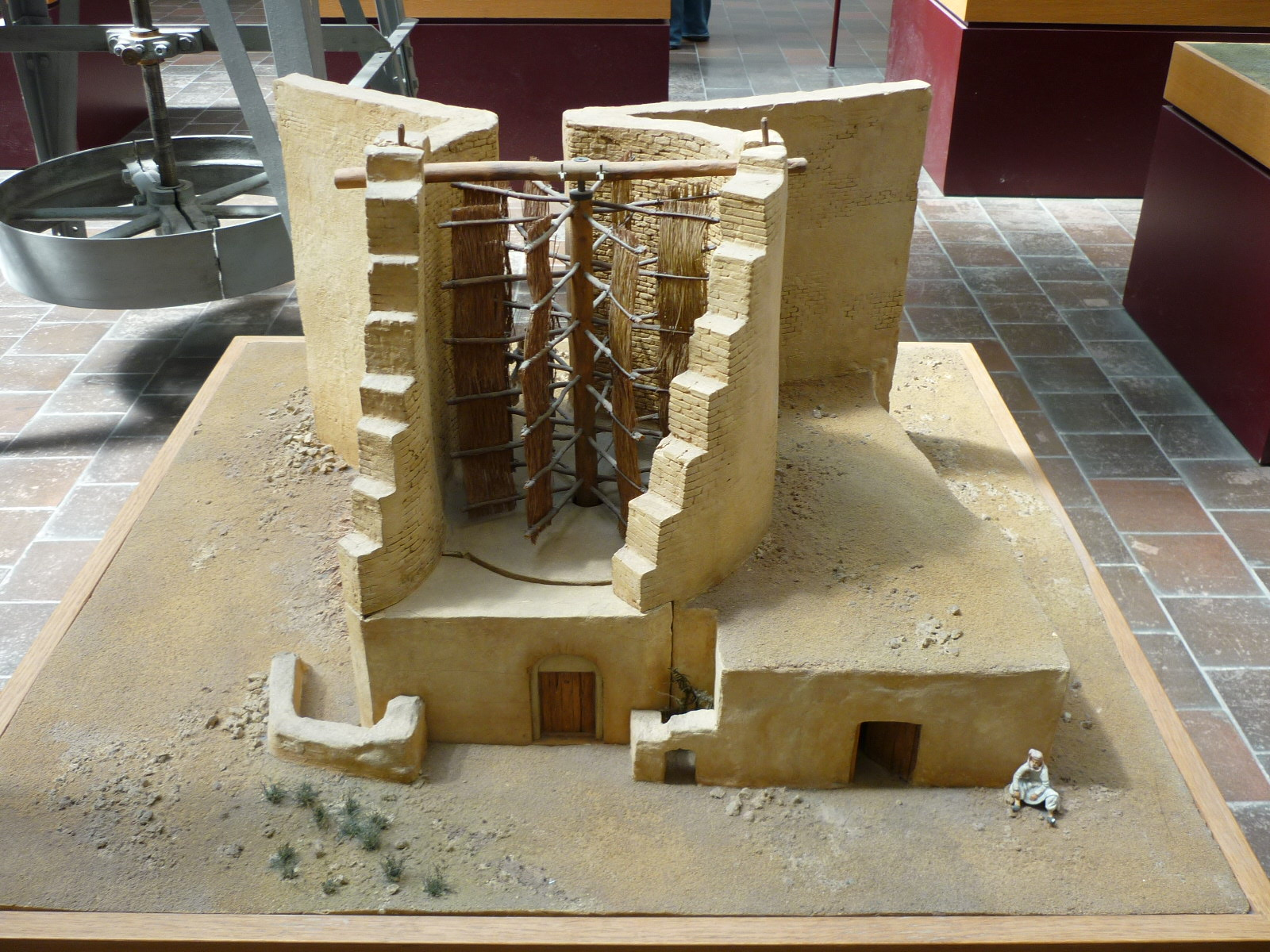
Model van een Perzische windmolen.

Technische tekening van een Perzische windmolen.

De Perzische windmolen behoort tot de categorie van de verticaleaswindturbines, dat wil zeggen een windmolen met een verticaal staande rotoras. De naam heeft hij te danken aan zijn historische oorsprong in Perzië.

## Geschiedenis
De geschiedenis van de Perzische windmolen kan tot in de 7e eeuw terug vervolgd worden. Hij geldt daarmee als het oudste bekende windmolentype. De mogelijk nog oudere, echter qua leeftijd niet onomstreden variant van een soortgelijke verticaalassige windmolen is de Chinese windmolen.
In enkele regionen van het voormalige Perzië worden Perzische windmolens tot op heden toegepast. Ze bevinden zich voornamelijk in het Iraans – Afghaanse grensgebied. Ze benutten hier de krachtige "Wind der 120 dagen", die in de zomermaanden met grote constantheid uit noordelijke richting waait.
Het talrijkst zijn de molens in de Iraanse regio`s Chorasan (Provincies Noord- en Razavi-Chorasan) en Sistan en hier weer op de hoogvlakte van Zosan, zuidelijk van Khvaf. De wel bekendste groep molens staat hier in de plaats Nashtifan (34° 25′ 56″ N, 60° 10′ 31″ O).
De naam van de plaats zelf (Nashtifan) betekent toepasselijk "Bijtende Wind".

## Techniek
De Perzische windmolen draait om een verticale as en drijft de onder daaraan bevestigde molensteen aan. Een windvangmuur, in de vorm van een halve toren, dekt een helft van de rotor af. Omdat deze constructie vast naar de hoofdwindrichting gericht was, kon alleen deze ene windrichting benut worden. De als vlakke, rechtlijnige schoepen stervormig om de rotoras staande aandrijfelementen waren samengesteld uit houten planken. Ook met matten of twijgen bespannen houten raamwerken als aandrijfvlakken waren in het aan houtarme gebied gebruikelijk.
Het Perzische windwiel maakt gebruik van de luchtweerstand, vergelijkbaar met de anemometer. De molens, die gebruikmaken van liftkracht door middel van aerodynamische vleugels, schoepen of zeilen, zijn echter krachtiger, zoals de Savonius-windturbine, Darrieus-windturbine of ook de Chinese windmolen met zijn zich van zelf naar de wind richtende jonk-zeilen (loggerzeilen). Al deze types hebben met de Perzische windmolen het gemeenschappelijke van de verticaal staande rotoras, waaraan vleugels, zeilen of schoepen zijn aangebracht.